# 曹丕
魏文帝曹丕（187年—226年6月29日），字子桓，沛国譙县（今属安徽省亳州市）人。三国時期曹魏的開國皇帝，是曹操和武宣卞皇后的嫡长子。曹丕在曹操去世之後繼承父親的魏王封號與丞相的大權，并最終在公元220年使東漢汉獻帝禪讓於他。登基称帝後改國號為魏，史称曹魏，226年駕崩，諡文皇帝。
除軍政以外，曹丕自幼好文學，於詩、賦、文學皆有成就，尤擅長於五言詩，與其父曹操及其弟曹植並稱三曹，今存《魏文帝集》二卷。另外，曹丕著有《典論》，當中的《論文》是中國文學史上第一部有系統的文學批評專論作品。與父親曹操、其子曹叡並稱「魏氏三祖」。

## 生平
187年冬天，曹丕生於沛国譙县（今属安徽省亳州市）。曹丕文武双全，六岁懂得射箭，八歲就能提筆為文和学会骑射。曹丕好击剑，博覽古今經传，通晓諸子百家学说。
197年，長兄曹昂、曹丕隨父出征宛城，曹昂與大將典韋、堂兄曹安民一同戰死於宛城，曹丕则幸运的骑马逃走。正室丁夫人因養子曹昂之死怪罪曹操而與曹操離異，生母卞夫人被扶為正室，原為庶長子的曹丕也就取代長兄曹昂成了嫡長子。
200年，曹丕跟隨曹操參加官渡之戰。
207年，曹丕跟隨曹操參加白狼山之战。
208年，曹丕跟隨曹操參加赤壁之戰。
211年2月12日（建安十六年正月辛巳日），被任命為五官中郎將、副丞相。
212-213年，曹丕參加濡须口之战。
217年，曹操對後繼者選定猶豫不決，在桓階、賈詡以袁紹與劉表廢長立幼為前車之鑑說服之下，立曹丕為魏王世子。
220年，曹操薨逝，終年六十六歲。曹丕繼任魏王。同年迫漢獻帝讓位，建立魏國。改年號黃初。
曹丕继承魏王后曾不听部下建议，烧毁襄阳、樊城而放弃两城，孙权派小部队佔据襄阳。但曹丕称帝后以孙权未经自己允许就擅取襄阳为由再派曹仁、徐晃重新夺回。221年八月，孙权遣使奏章臣服。十九日丁巳（9月23日），文帝遣太常邢貞封孫權為吳王。同年四月，漢中王刘备称帝建立蜀汉。
221年六月，遣使賜死甄氏，葬於鄴城。
222年，曹丕得知孫權拒絕派自己的兒子來洛陽當人質，因此發動30萬三路大军伐吴，初有勝利均被孫權軍全數击敗，最終只能引軍撤退。雖然封臧霸為執金吾，但聽到曹休上報其不忿的言語，懷疑青州兵叛逃是臧霸所為因此剝奪他的軍權。
224年八月，發動十萬人攻吳廣陵，第一次因為徐盛的假城而被嚇到，之後被大浪把自己的龍舟沖到吳軍陣地，軍隊也被吹翻，因此撤退。225年八月，再次發動十萬人攻吳廣陵，結果江面結冰無法撤退。在撤退途中又被孫韶派500人打敗，自己的龍舟和魏軍的物資被吳軍奪取。
226年，五月十六日丙辰（6月28日）文帝病危，立平原王曹叡為太子，召曹真、曹休、陳群、司馬懿，并受遗诏辅佐嗣主。十七日丁巳（6月29日）崩于嘉福殿，终年四十岁。曹叡繼位，是為魏明帝。六月九日戊寅（7月20日），葬首陽陵。

## 治国理政
曹操去世后，曹丕继任丞相、魏王、冀州牧，改建安二十五年为延康元年。同年十月，逼迫汉献帝禅位，篡汉称帝，国号为魏，改元黄初，定都洛阳。

### 内政
- 改革选官制度，采纳陈群建议，实行九品中正制。易中天認為，九品中正制使士族的政治特权得到确立和巩固，得到他们对曹魏政权的支持[15]。
- 限制宦官、外戚权力。颁令“其宦人为官者不得过诸署令”“群臣不得奏事太后，后族之家不得当辅政之任，又不得横受茅土之爵”，保证了魏始终没有因为宦官、外戚干政造成政治危机，但因為曹丕曹叡父子過於依賴内臣司馬懿，日後司馬懿發動高平陵之變，司馬家掌握曹魏大權，其孫司馬炎更是代魏建晉。
- 削夺藩王权力。曹魏藩王的封地时常变更，没有治权和兵权，举动受到严格监视，形同囹圄。这个政策虽然吸取了汉朝诸侯国作乱的教训，却留下隐患，导致曹氏夏侯氏宗亲势单力薄，日后无力阻止外臣夺权。
- 重视文教，也重用儒家文人為官[16]。黄初二年（221年），下令人口十万以上的郡国每年察举孝廉一人，如有特别优秀的人才，可以不受户口限制。黄初五年，封孔子后人孔羡为宗圣侯，重修孔庙，在各地大兴儒学，立太学，置五经课试之法，设立春秋穀梁博士。在短期内使封建正统文化复兴。
- 恢复社会生产。除禁令，轻关税，禁止私仇，广议轻刑，与民休养，使北方地区重现安定繁荣局面。
- 聽任典農治生，民屯的成效受到影響，出現弊端[17]。
- 在貨幣政策上，雖曾於登基時發行錢幣，但卻遭到失敗；之後更因穀物價格高騰，罷除了五銖錢（漢錢），自此之後終曹魏一代「以物易物」反成為北方主要的經濟型態[18]。

### 外交
- 黃初前期，東漢末諸侯孫權曾向曹魏稱臣，接受吳王封號。經過多次斡旋，魏吳最終走向敵對。期間曹丕三次親征孫吳均無功而返。
- 在位期間，任用曹真擊退鮮卑，和匈奴、氐、羌等外族修好，平定邊患。

### 性格
- 曹丕心胸狹窄記恨薄情。在年少時曾向堂叔曹洪借錢不成懷恨在心，稱帝後不顧開國功臣元勳及血緣情誼直接栽贓罪名將曹洪下獄，卞太后得知後逼郭皇后求情才讓曹洪免於牢獄之災，但是仍然被曹丕削爵沒收財產貶為庶人。
- 曹丕上面有兩位兄長，大哥曹昂於宛城之戰陣亡，二哥曹鑠遺傳其母劉夫人，也早早去世。然而曹丕卻因為曹鑠比自己還要年長，卻不加以追封為王，只讓其兒曹叡追封。
- 曹丕非常愛打獵，但在曹操當政時為了爭儲而故意樹立良好形象，就接受崔琰建議停止打獵。曹丕稱帝后，已無爭儲壓力而不聽鮑勳和戴淩停止打獵的忠諫，曹丕因自己最愛的娛樂遭反對非常惱怒，而對戴淩處以比死刑低一等的处罰。而鮑勳的父親鮑信是曹操早年起兵的救命恩人，在曹丕對吳出兵廣陵的時候作出勸諫，曹丕不聽找理由把他強硬處死。
- 在與曹植爭奪世子之位中，曹丕對於曹植的表現沒有任何對策，而且優柔不斷，只能聽從自己派系的人贏取繼承權。在稱帝後，藉故曹植治理不善削權並進行十數次地方遷徙，丁儀兄弟乃曹植派，也在稱帝之後將丁家全族處刑。
- 夏侯尚因為寵愛妾侍而不愛正妻（曹真的妹妹），曹丕把妾侍處刑，夏侯尚精神衰弱至死。
- 曹休守喪期間不吃肉，下令強逼他吃肉，曹休變得傷心消瘦。
- 曹丕寵愛郭氏，甄氏對曹丕多次抱怨，於是曹丕把她處死。
- 在曹操死後守喪期間，向孫權索要貴重珍品享樂，親征東吳時駕馭副車及龍舟等奢華物品。對外被年長老練的孫權當棋子耍，不聽群臣勸告在夷陵之戰偷襲孫權，這樣做不合禮數；當東吳擊敗蜀漢後，曹丕假借孫權造反名義發兵進攻，打算從中得益，但無功而返。曹丕令孫權上供之物，無一得償所願，遂惱羞成怒三路伐吳脅逼孫權，又煽動江東內部作亂，然皆以敗退告終。孫權徹底無視曹魏，令曹丕極為憤懣，但兩次大舉伐吳都是無功而返，最後一次差點被孫權部將孫韶擒獲。
- 力行简葬。曹丕在《终制》中表示，寿陵因山为体，不封树，不立庙，不造园邑神道，不含珠玉，敛以时衣，陶器陪葬。曹丕提出“夫葬也者，藏也，欲人之不得见也。骨无痛痒之知，冢非栖神之宅”“自古及今，未有不亡之国，亦无不掘之墓也”，深受当时社会风气和他父亲曹操的影响。曹丕死后，按《终制》葬于首阳陵。

## 文學成就

### 诗歌
曹丕詩歌形式多樣，而以五、七言為長，語言通俗，具有民歌精神；手法則委婉細緻，回環往復，是描寫男女愛情和遊子思婦題材的箇中能手。
代表曹丕诗歌最高成就的《燕歌行》，据考写于建安十二年曹操北征三郡乌桓期间，采用乐府体裁，开创性地以句句用韵的七言诗形式写作，是现存最早最完整的七言诗。《燕歌行》从“思妇”的角度，反映了东汉末年战乱流离的现状，表达出被迫分离的男女内心的怨愤和惆怅。全诗用词不加雕琢，音节婉约，情致流转，被明朝王夫之盛赞“倾情，倾度，倾色，倾声，古今无两”。
曹丕的一些为后人称道的作品都在担任五官中郎将至魏太子期间所作，他的诗歌细腻清越，缠绵悱恻，缺乏曹操、曹植的慷慨之气，后世对他的评价不如“三曹”中的另外两人。
學者葉嘉瑩在《葉嘉瑩說漢魏六朝詩》裡，列舉鍾嶸《詩品》、劉勰《文心雕龍》和王夫之《薑齋詩話》對曹丕的評價。《詩品》將曹丕排在中品，認為他的詩不及弟弟曹植，原因是曹丕詩「率皆鄙直如偶語」（「偶語」，即兩個普通人在講話），反觀曹植則是「骨氣奇高，詞采華茂。情兼雅怨，體被文質，粲溢今古，卓爾不群」。《文心雕龍》（才略篇）說曹丕「魏文之才，洋洋清绮，旧谈抑之，谓去植千里......子桓慮詳而力緩，故不競於先鳴」，與曹植「思捷而才俊」不同，又謂「俗情抑揚，雷同一響，遂令文帝以位尊減才，思王以勢窘益價，未為篤論也」，世人都同情曹植的處境，曹丕是兄弟爭位的勝方，人們也因此忽略他文章的美妙。明末清初，王夫之在《薑齋詩話》裡直言：「實則子桓天才駿發，豈子建所能壓倒耶？」，可谓為曹丕文學成就「平反」的宣言。葉嘉瑩說，曹丕是一位「理性詩人」，有節制有反省，「以感與韻勝」。

### 赋
诗歌笔法影响着其赋的风貌，诗体之赋为其赋作品的特点，具有明显的标志性意义。曹丕所创作的二十八篇赋作，其中有序者共有十六篇。内容上来看以抒情和咏物为主，体制方面一改汉大赋之鸿篇巨幅，成为短小精悼的行情小赋。内容以真情的笔触触摸到社会现实，并将个体的喜怒哀乐带入赋中。

### 作品
- 诗歌：《秋胡行》、《善哉行》、《燕歌行二首》、《永思篇》、《陌上桑》、《煌煌京洛行》、 《芙蓉池作》、《猛虎行》、《饮马长城窟行》、《董逃行》、《丹霞蔽日行》、《至广陵于马上作》、《终制》、《上留田行》、《大墙上蒿行》、《艳歌何尝行》、《月重轮行》、《黎阳作三首》、《于谯作》、《孟津诗》、《于玄武陂作》、《至广陵于马上作诗》、《杂诗（二首）》、《于清河见挽船士新婚与妻别作》、《清河作》、《代刘勋出妻王氏作（二首）》、《寡妇诗》、《令诗》、《于明津作诗》、《失题》、《见挽船士兄弟辞别诗》、《夏日诗》、《游猎诗》、《歌辞》、《遗句七则》、《东阁诗》、《临高台》、《折杨柳行》

- 散文：《与钟大理书》、《九日与钟繇书》、《铸五熟釜成与钟繇书》、《又报吴主孙权书》、《答繁钦书》、《与刘晔书》、《与王朗书》、《与朝歌令吴质书》、《又与吴质书》、《与群臣论蜀锦书》、《与群臣论秔稻书》、《与群臣论被服书》、《借取廓落带嘲刘侦书》、《汉文帝论》、《论太宗》、《汉武帝论》、《交友论》

- 赋：《浮淮赋》、《沧海赋》、《济川赋》、《离居赋》、《戒盈赋》、《悼夭赋》、《寡妇赋》、《出妇赋》、《弹棋赋》、《校猎赋》、《登台赋》、《登城赋》、《感物赋》、《感离赋》、《临涡赋》、《述征赋》、《戒盈赋》、《永思赋》、《愁霖赋》、《喜霁赋》、《弹棋赋》、《玛瑙勒赋》、《车渠梳赋》、《玉块赋》、《柳赋》、《槐赋》、《莺赋》、《迷迭香赋》、《蔡伯喈女》、《哀己赋》、《残赋》

- 诏：《定正朔诏》、《追崇孔子诏》、《为汉帝置守冢诏》、《息兵诏》、《灾异免策三公诏》、《拜日东郊诏》、《春分拜日诏》、《禁母后预政诏》、《改封诸王为县王诏》、《鹈鹕集灵芝池诏》、《取士不限年诏》、《轻刑诏》、《平准诏》、《禁复仇诏》、《禁淫祀诏》、《罢墓祭诏》、《外国遣使奉献诏》《营寿陵诏》《群臣诏（四首）》、《下颍川诏》、《任城王彰增邑诏》、《答临淄侯植诏》、《答北海王衮诏》、《待杨彪客礼诏》、《赐华歆诏》、《论孙权诏》

### 理论
- 曹丕的《典论‧论文》是中国最早的文学理论与批评著作，写于曹丕为魏王太子时，文中要点有：
  - 以班固和傅毅為例，說明「文人相輕」和「家有弊帚，享之千金」的做文學家的不自見己身的缺點，只看到別人的小缺失就加以嘲諷，對於別人的優點卻視而不見。
  - 评价孔融、陈琳、王粲、徐干、阮瑀、应玚、刘桢的文风和得失，“建安七子”的说法来源于此
  - 提出“文以气为主，气之清浊有体，不可力强而致”，认为作家的气质决定作品的风格
  - 肯定文学的历史价值，“盖文章，经国之大业，不朽之盛事”
- 魯迅在《魏晉風度及文章與藥及酒之關係》中稱「他（曹丕）說詩賦不必寓教訓，反對當時那些寓教訓於詩賦的見解，用近代的文學眼光來看，曹丕的一個時代可說是『文學的自覺時代』，或如近代所說是為藝術而藝術的一派。」
- 曹丕善写妇女题材的作品，其诗歌有《寡妇诗》与之赋作品皆有机行一致的情感行发。《寡妇赋》、《出妇赋》，更多地表达对下层社会妇女哀悯同情的情怀。

### 影响
- 曹丕是邺下文人集团的实际领袖，影響建安文学的精神架构甚劇，由此形成的“建安风骨”对后世文学产生了深远影响。
- 曹丕命刘劭、王象、缪袭等人编纂中国第一部类书《皇览》，开官方组织编纂类书的先河。
- 《登台赋》是一篇歌咏铜雀台华美壮丽的小赋，笔触清新细腻，在描写景色时做到了 “写物图貌，蔚似雕画”。
- 《典論‧論文》開創了文學批評的風氣，為中國文學批評之祖。
- 《燕歌行》则是中国文学史上第一首完整的七言诗，此对后世七言诗的创作有很大影响。
- 《校猎赋》是一篇很完整的赋作品，在赋中曹丕运用笔墨不多，不过三百来字就将田猎盛况尽数描绘出来。
- 《列异传》是魏文帝曹丕所写的一部志怪小说集，属于文学艺术，据唐代魏征等人撰写的《隋书·经籍志》记载，它作为现存最早的一部描写鬼类故事的志怪小说，对后世鬼魅小说的描写有着巨大的影响。

## 评价

### 治國為人
- 诸葛亮：“曹丕篡弑，自立为帝，是犹土龙刍狗之有名也。”（《三国志·卷四十二·蜀书十二·杜周杜许孟来尹李谯郤传第十二》）
- 孙权：“及操子丕，桀逆遗丑，荐作奸回，偷取天位，而叡么麽，寻丕凶迹，阻兵盗土，未伏厥诛。”（《三国志·卷四十七·吴书二·吴主传第二》）
- 曹植：「祥惟圣贤，歧嶷幼龄。研几六典，学不过庭；潜心无妄，抗志清冥。才秀藻朗，如玉之莹。」（《曹集诠评》卷十《文帝诔》）
- 桓阶：“仁冠群子，名昭海内，仁圣达节，天下莫不闻。”（《三国志·卷二十二·桓阶传》）
- 陸遜：「曹丕大合士眾。外托助國討備，內實有奸心。」（《三國志·吳書·陸遜傳第十三》）
- 張悌：「曹操虽功盖中夏，民畏其威而不怀其德也。丕、睿承之，刑繁役重，东西驱驰，无有宁岁。」（《资治通鉴·卷七十八·魏纪十·元皇帝下》）
- 孟达：「加陛下新受禅命，虚心侧席，以德怀远。若足下翻然内向，非但与仆为伦，受三百户封，继统罗国而已；当更剖符大邦，为始封之君。」（《三国志·卷四十·蜀书·刘封传》）
- 劉禪：「子丕孤豎，敢尋亂階，盜據神器，更姓改物，世濟其兇。」（《三國志·卷三十三·蜀書三·後主傳第三》）
- 陈寿：“文帝天资文藻，下笔成章，博闻强识，才艺兼该；若加之旷大之度，励以公平之诚，迈志存道，克广德心，则古之贤主，何远之有哉！”（《三国志·魏书·文帝纪》）
- 《晉書·禮志上》：「大魏三聖相承，以成帝業。武皇帝肇建洪基，撥亂夷險，為魏太祖。文皇帝繼天革命，應期受禪，為魏高祖。上集成大命，清定華夏，興制禮樂，宜為魏烈祖。于太祖廟北為二祧，其左為文帝廟，號曰高祖昭祧，其右擬明帝，號曰烈祖穆祧。三祖之廟，萬世不毀。其餘四廟，親盡迭遷，一如周後稷、文武廟祧之禮。」
- 阎缵：“魏文帝惧于见废，夙夜自祗，竟能自全。”（《晋书·卷四十八· 阎缵传》）
- 刘渊：“黄巾海沸于九州，群阉毒流于四海，董卓因之肆其猖勃，曹操父子凶逆相寻。”（《晋书·卷一百一·载记第一》）
- 李班：“观周景王太子晋、魏太子丕、吴太子孙登，文章鉴识，超然卓绝，未尝不有惭色。何古贤之高朗，后人之莫逮也！”（《晋书·卷一百二十一·载记第二十一》）
- 葛洪：「自建安之后，魏之武文，送终之制，务在俭薄，此则墨子之道，有可行矣。」（《抱朴子外篇》）
- 垣荣祖：「昔曹操、曹丕上马横槊，下马谈论，此于天下可不负饮矣！」（《南齐书 卷二十八 列传第九》）
- 释道恒：「光武尚能纵严陵之心，魏文全管宁之操，折至尊之高怀，遂匹夫之微志。」（《释文纪》卷八）
- 沈约：「自魏氏膺命，主爱雕虫，家弃章句，人重异术。又选贤进士，不本乡闾，铨衡之寄，任归台阁。」（《宋书》卷五十五）
- 颜之推：「自昔天子而有才华者，唯汉武、魏太祖、文帝、明帝、宋孝武帝，皆负世议，非懿德之君也。」（《颜氏家训》卷四）
- 《陈思王庙碑》：「魏高祖文皇帝，绍即四海，光泽五都，负彰魈茫朝宗万国，允文允武，庶绩咸熙，正践升平，时称宁晏。」（《全隋文·卷二十九》）
- 王勃：「文帝富裕春秋，光应禅让，临朝恭俭，博览坟典，文质彬彬，庶几君子者矣。」（《全唐文·卷一百八十二》）
- 郝处俊：「昔魏文帝著令，虽有幼主，不许皇后临朝，所以杜祸乱之萌也。」（《资治通鉴 卷第二百二》）
- 刘知几：「文帝临戎不武，为国好奢，忍害贤良，疏忌骨肉。」（《史通·探赜第二十七》）
- 张说：「周文王之为太子也，崇礼不倦；魏文帝之在青宫也，好古无怠，博览史籍，激扬令闻，取高前代，垂名不朽。」（《张燕公集》）
- 王锴：「文帝八岁能属文，博览古今，贯穿经史。及居帝位，益尚谦和。坐不废书，手不释卷。」（《全唐文 卷八百九十》）
- 范仲淹：「魏文帝宠立郭妃，谮杀甄后，被发塞口而葬，终有反报之殃。」（《范文正集 卷十五》睦州谢上表）
- 黄庭坚：「盖世英雄不自知，暮年初志各参差。南阳陇底卧龙日，北固樽前失箸时。霸主三分割天下，宗臣十倍胜曹丕。寒炉夜发尘书读，似覆输筹一局棋。」（《山谷诗集注》）
- 苏辙：「臣伏观历代帝王，如汉武，魏文，唐徳、文、宣三宗皆工于诗骚杂文，与一时文士比长絜大。至于经纶当世，讲论利害，以文墨尽天下事，则皆不足以仰望先帝之万一。」（《栾城集卷四十七》进御集表）
- 司馬光：「于禁將數萬眾，敗不能死，生降於敵，既而復歸。文帝廢之可也，殺之可也，乃畫陵屋以辱之，斯為不君矣！」
- 陈亮：「至于欲使当时累息之民得阔步高谈无危惧之心，未尝不为之三复也，于是时吴蜀争帝，中国庶几乎息肩矣，是以在位七年而谥曰文也。」（《龙川集·卷七》）
- 耶律楚材：「仲谋服孟徳，孔明倍曹丕。唯晋成全统，平吴混八维。」（《湛然居士集》）
- 郝经：「丕特负赃胠箧之盗。操死丕直取，自以为可也，乃从容禅让，自以为舜、禹复出，其自欺也甚矣！且轻薄佻靡，未除贵骄公子之习，不矜细行，隳败礼律，刻薄骨肉，自戕本根，乱亡基兆，已在于是。孔明谓为土龙刍狗，宜哉！」（《续后汉书 卷二十六》）
- 曹丕假借禪讓，逼漢獻帝劉協退位备受非议。直到明朝末年，复社领袖张溥在《汉魏六朝百三家集》的《魏文帝集题辞》中首次对曹丕德政品行作全面评价。张溥写到：“曹子桓生長戎旅之間，善騎馬左右射，又工擊劍彈碁伎能戲弄，不減若父。其詩歌文辭，彷彿上下，即不堪弟畜陳思，為孟德大兒，固有餘也。魏王帝业无足称，惟令宦人为官，不得过诸署令。诏群臣不得奏事太后；后族不得當辅政任，石室金策，可宝万世。彼亲见汉室炎隆，女主中人手扑灭之，麦秀黍离，恫伤心目。霸朝初创，力更旧轍，至待山阳公以不死，礼遇汉老臣杨彪不夺其志，盛德之事，非孟德所及。當日符命獻謏，璽綬被躬，群眾推奉，時與勢迫。倘建安君臣有能，為武庚比干者，或觀望卻步，竟保常節，未可知也。《典論》自序，善述生平，論文一篇，直自言所得。〈與王朗書〉務立不朽於著述間，不肯以七尺一棺，畢其生死，雅慕漢文，沒而得謚，良厚幸。占其志趣，亦古諸侯之博聞者也。甄后塘上，陈王豆歌，损德非一。崇华首阳，有余恨焉。”他认为曹丕的施政有可取之处，礼遇汉室君臣，可见并非无德，但杀妻、害弟罪名昭著。
- 胡应麟：「诗未有三世传者，既传而且煊赫，仅曹氏操、丕、睿耳。然白马名存钟《品》，则彪当亦能诗。又任城武力绝人，仓舒智慧出众。阿瞒何徳，挺育多才？生子如此，孙仲谋辈讵足道哉！」（《诗薮》）
- 方孝孺：「汉高祖、魏文帝皆中才之主，非有圣智之度，高祖犹能不杀子婴，文帝犹能奉山阳终其身。曾谓武王圣人而忍其君至此乎？吾决知其不然矣。」（《逊志斋集卷四》）
- 谭嗣同：「若夫汉武帝命所忠求相如遗书，魏文帝诏天下上孔融文章，渐昭风轨，犹无集名。自荀况诸集，编题后人，张融玉海，标目己意，乃始波颓雾靡，不可胜遏。」（《谭嗣同全集》）
- 章太炎：「今人皆谓汉代经学最盛，三国已衰，然魏文廓清谶纬之功，岂可少哉！文帝虽好为文，似词章家一流，所作《典论》，《隋志》归入儒家。纬书非儒家言，乃陰陽家言，故文帝诏书未引一语。岂可仅以词章家目之！」（《经学略说》）
- 毛泽东：「曹丕也是他（曹操）儿子，也有些才华，但远不如曹操。曹丕在政治上也平庸，可他后来做了皇帝，是魏文帝。历史上所称的‘建安文学’，实际就是集中于他们父子的周围。一家两代人都有才华、有名气，在历史上也不多见哪！」
- 郭沫若：「曹丕在政治见解上也比乃弟高明得多，而在政治家的风度上有时还可以说是胜过他的父亲。如令宦人为官不得过诸署，禁母后预政，取士不限年资但纠其实、轻刑罚、薄赋税、禁复仇、禁淫祀、罢墓祭、诏营寿陵力求俭朴等等，处处都表示着他是一位旧式的明君典型。」（《郭沫若全集·历史篇·第四卷》）
- 马植杰：「从曹丕的政治设施来看，也有些不错的。拿曹丕与其他封建帝王相比，尚属中等偏上者。」
- 叶嘉莹：「魏文帝在即位后，曾下了息兵诏，下了薄税诏，下了轻刑诏。他实在是一个很有理想的皇帝，希望能够把天下治理得更好。但是很可惜，他只做了七年的皇帝就死了，死的时候只有四十岁。」（《汉魏六朝诗讲录》）
- 陈家兴：“曹丕既是第一任魏君，同时也是守成者。对于东汉末年的流弊，曹丕都是亲历见证者，作为开国者和守成者的他，却没能汲取教训，深自约束。曹丕缺少的正是历史上不少开国者所具备的胸襟格局，不过一庸碌守成之主，由此便注定了曹魏政权的短命。”（《曹魏政权短命启示录（上）》：安于守成是危险的开始）

### 文學藝術
- 卞兰：「研精典籍，留意篇章，览照幽微，才不世出，禀聪睿之绝性，体明达之殊风，慈孝发于自然，仁恕洽於无外。是以武夫怀恩，文士归德。窃见所作典论，及诸赋颂，逸句烂然，沈思泉涌，华藻云浮，听之忘味，奉读无倦。」（《艺文类聚》十六《赞述太子赋》）
- 刘勰：「魏文之才，洋洋清绮，旧谈抑，之谓去植千里。然子建思捷而才俊，诗丽而表逸；子桓虑详而力援，故不竞于先鸣。而乐府清越，《典论》辩要，选用短长，亦无懵焉。但俗情抑扬，雷同一响，遂令文帝以位尊减才，思王以势窘益价，未为笃论也。」（《文心雕龙·才略第四十七》）
- 萧统：「不追子晋，而事似洛滨之游；多愧子桓，而兴同漳川之赏。漾舟玄圃，必集应、阮之俦；徐轮博望，亦招龙渊之侣。」（《答湘东王求文集及书》）
- 鍾嶸的《詩品》曾評論曹丕的詩詞為中品：「魏文帝其源出於李陵。頗有仲宣之體則。所計百許篇，率皆鄙質如偶語，惟西北浮雲十餘首，殊美贍可玩，始見其工矣。不然，何以銓衡群彥，對揚厥弟者邪？」
- 李隆基：「叹节气之循环，美君臣之相乐，凡百在会，咸可赋诗。五言纪其日端，七韵成其大数，岂独汉武之殿盛，朝士之连章；魏文之台壮，辞人之并作云尔。」（《端午三殿宴群臣探得神字并序》）
- 張溥：「曹子桓生戎旅之間，善騎馬左右射，又工擊劍彈碁，伎能戲弄，不減若父。其詩詞文辭，彷彿上下，即不堪弟畜陳思，為孟德大兒，固有餘也。魏王帝業無足稱，惟令宦人為官不得過諸署，令詔群臣家不得奏事，大后族家不得當輔政，任石室金策，可寶萬世。彼見漢室炎隆，女主中人，手撲滅之。麥秀黍離，恫傷心目。霸朝初創，力更舊轍，至待山陽公以不死，禮遇漢老臣楊彪，不奪其志，盛德之事，非孟德可及。當日符命獻諛，璽綬被躬，群眾推舉，時與勢迫。倘建安君臣有能，為武庚比干者， 或觀望卻步，竟保常節，未可知也。典論自序，善述生平，論文一篇，直自言所得。與王朗書，務立不杇於著述間，不肯以七尺一棺。畢其生死，雅慕漢文，沒而得謚，良厚幸。占其志趣，亦古諸侯之博聞者也。甄后塘上，陳王豆歌，損德非一，崇華首陽，有餘恨焉。」（《漢魏六朝百三家集·魏文帝集題辭》）
- 王世贞：「自三代而后，人主文章之美，无过于汉武帝、魏文帝者。」（《艺苑疤言》）
- 王夫之：「曹子建鋪排整飾，立階級以賺人升堂，用此致諸趨赴之客，容易成名，伸紙揮毫， 雷同一律。子桓精思逸韻，以絕人攀躋，故人不樂從，反為所掩。子建以是壓倒阿兄，奪其名譽。實則子桓天才駿發，豈子建所能壓倒耶？曹子建之於子桓，有仙凡之隔， 而人稱子建，不知有子桓，俗論大抵如此。」（《姜齋詩話》）；“讀子桓樂府，即如引人於張樂之野，冷風善月，人世陵囂之氣淘汰俱盡。古人所貴於樂者，將無在此？”（《古詩評選》）
- 陳祚明：“魏文帝詩如西子捧心，俯首不答，而回眸動盼，無非可憐者。傾國傾城，在絕世佳人，本無意動人，人自不能定情耳。”（《采菽堂古詩選》）
- 沈德潛：“子桓詩有文士氣，一變乃父悲壯之習矣。要其便娟婉約，能移人情。”（《古詩源》）
- 刘师培：「魏文与汉不同者，盖有四焉，书檄之文，骋词以张势，一也。」（《中古文学史论汉魏之际文学变迁》）
- 魯迅：「他（曹丕）說詩賦不必寓教訓，反對當時那些寓教訓於詩賦的見解，用近代的文學眼光來看，曹丕的一個時代可說是『文學的自覺時代』，或如近代所說是為藝術而藝術的一派。」（《魏晉風度及文章與藥及酒之關係》）

## 軼闻
- 曹丕当五官中郎将时，有一次宴請，曹丕问相士朱建平自己的寿命，朱建平說：「您的寿命是八十岁，四十岁时会有小灾难，希望您多加小心。」曹丕果然四十而终，死前认为朱建平的占卜结果是昼夜相加计算的，自己的生命快要结束。（《三国志‧魏志二十九‧方技传》）
  - 《魏略》則記載相士高元呂說曹丕「其貴乃不可言。」，及問到曹丕壽命，元呂說「其壽，至四十當有小苦，過是無憂也。」
- 曹丕当五官中郎将时，曹操曾经赏赐他百辟刀[19]。
- 曹丕善擊劍騎射，好博弈彈棋，在《典論》的自敘中更自詡其非凡箭藝，能「左右射」，師從史阿精通劍術，可謂文武兼備。鄧展精研武術，擅於使用各種武器，可以空手入白刃。曹丕和他研討劍術，指出不當之處。鄧展和曹丕用甘蔗比試，曹丕連續三次都擊中鄧展的手臂，後來又擊中鄧展的額頭。曹丕說：「漢初名醫楊慶，曾叫倉公淳于意把自己的舊藥方全部拋棄，另外傳授他的秘術。鄧將軍還是拋棄舊技，接受新的擊劍法吧。」，賓客大笑。
- 曹操出征漢中時，曹丕和曹植都去送行。曹植當時稱述曹操功德，發言都很有條理，連曹操也十分高興。此時曹丕因被曹植搶了風頭而十分惆悵，吳質則在曹丕耳邊叫他只管哭就可。曹丕即在曹操臨出發時哭著拜送，人人都感到欷歔，當時的人都以為曹植言辭華麗但內心不及曹丕真摯誠懇。
- 曹丕在曹操死後哭泣過度，司馬孚當時勸止曹丕，並諫議曹丕快點上位，因此司馬孚和和洽一同打理喪事，為自身上位。[20]
- 曹丕喜爱葡萄和葡萄酒。
  - 魏文帝诏群臣曰：“中国珍果甚多，且复为说蒲萄。当其朱夏涉秋，尚有余暑，醉酒宿醒，掩露而食。甘而不涓，脆而不酸，冷而不寒，味长汁多，除烦解渴。又酿以为酒，甘于曲糵，善醉而易醒。道之固已流涎咽唾，况亲食之邪？南方有桔，酢正裂人牙，时有甜耳。远方之果，宁有匹之者？”（一说出自《与吴监书》）
  - 《与群臣诏》：“南方有龙眼、荔枝，宁比西国葡萄、石蜜乎！」
- 曹丕与曹植争夺太子之位，后来曹丕得立，曾经喜极失态，抱着辛毗的颈说：“辛君您知道我有多么喜悦吗？”辛毗事后将曹丕的表现告诉女儿辛宪英，时年二十多岁的宪英便感叹地说：“太子是代替君王主理宗庙社稷的人物。代君王行事不可以不怀着忧虑之心，主持国家大事亦不可以不保持戒惧之心，在应该忧戚的时候竟然表现得如此喜悦，又怎会长久呢？魏国又怎能昌盛？”
- 甄后塘上。文昭皇后甄氏原为袁绍次子袁熙之妻，建安九年城破被俘，曹丕纳之。後曹丕称帝，眷寵文德皇后郭氏，甄氏失宠口出怨言，觸怒曹丕。曹丕下令赐死甄氏，殓时“披髮覆面，以糠塞口”。
- 陈王豆歌。陈思王曹植曾与曹丕争储，曹丕称帝，曹植备受迫害，屡次迁封。《世说新语‧文学》中，曹丕命令曹植七步成诗，否则问罪，曹植才思敏捷，逃过一劫，即著名的《七步诗》故事。
- 誅殺忠臣鮑勳，鮑勳為曹操大將鮑信之子，為人剛正不阿，卻因私人恩怨遭曹丕殺害。鮑勳被曹丕處死後二十日，曹丕也暴斃逝世。（三國志·魏志十二·鮑勳傳）
- 曹丕曾下詔給征南將軍夏侯尚說：「你是朕的心腹重將，應當給予你特別的任命（指征南將軍一職）。希望你可以廣施恩德足以令死者享用，實行惠愛令人終身難忘。你可以獨攬威權，擅行賞罰，有殺人或活人的權力。」後來，夏侯尚將這道詔書出示給蔣濟看。蔣濟回到朝廷，曹丕問他：「你在各地聽到和看到的社會風氣、教化都是怎麼樣的？」，蔣濟回答道：「沒有其他善行，只聽到了亡國之語。」，曹丕臉上露出憤怒的表情，問蔣濟這是什麼原因，蔣濟以曹丕頒給夏侯尚的詔書作答：「『作威作福』是《尚書》中明明白白告誡臣子不能做的事情，『天子無戲言』，古人對此非常慎重。請陛下認真考慮。」曹丕這才明白了蔣濟的意思，下令將頒給夏侯尚的詔書追回。[21]在詔書中提到的「作威作福」，意為獨攬威權，擅行賞罰。這句成語的最早出處是《尚書·洪範》中的「惟闢作福，惟闢作威，惟辟玉食。臣無有作福作威玉食。」，按照這句成語最早的解釋，是只有帝王才能行使的權力，而曹丕卻出現了重大筆誤。難怪蔣濟毫不客氣予以指責，曹丕也只能低頭認錯，乖乖將詔書收回了。

## 藝術形象

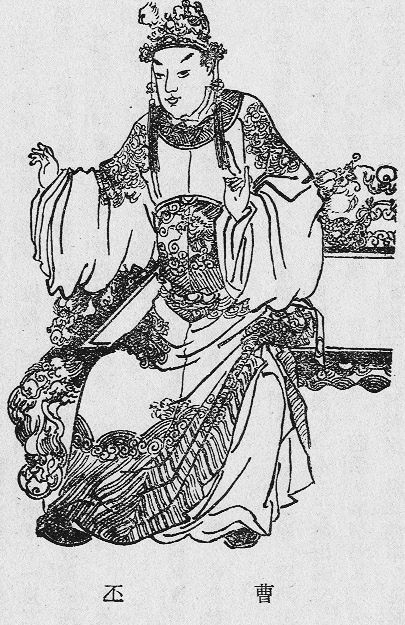
清代《三國演義》曹丕繡像

### 影視形象
- 電視劇

| 年份 | 剧名               | 演员   | 注解               |
| 1975 | 忠孝節義圖之洛神   | 李如麟 | 台視聯合歌劇團     |
| 1975 | 洛神               | 梁天   |                    |
| 1976 | 三國春秋           | 潘志文 |                    |
| 1980 | 洛神               | 李如麟 | 台視歌仔戲團       |
| 1984 | 洛神               | 柯玉枝 | 台視楊麗花歌仔戲團 |
| 1985 | 諸葛亮             | 唐品昌 |                    |
| 1987 | 金缕歌             | 许俪龄 | 華視葉青歌仔戲     |
| 1994 | 三國演義           | 杨俊勇 |                    |
| 1994 | 洛神               | 李如麟 | 台視楊麗花歌仔戲團 |
| 2000 | 曹操               | 果静林 |                    |
| 2000 | 銅雀煙雲           | 王蘭花 | 三立廟口歌仔戲     |
| 2000 | 洛神               | 小咪   | 公視小明明歌仔戲   |
| 2002 | 洛神               | 陈豪   |                    |
| 2002 | 曹操与蔡文姬       | 谭涛   |                    |
| 2010 | 三国               | 于滨   |                    |
| 2013 | 新洛神             | 張迪   |                    |
| 2013 | 曹操               | 郭展   |                    |
| 2015 | 半为苍生半美人     | 刘子赫 |                    |
| 2017 | 大军师司马懿       | 李晨   |                    |
| 2018 | 三国机密之潜龙在渊 | 檀健次 |                    |

- 電影

| 年份 | 剧名           | 演员   | 注解 |
| 1957 | 洛神           | 麥炳榮 |      |
| 1982 | 铜雀王朝洛神传 | 雲中嶽 |      |
| 1983 | 华佗与曹操     | 杨新洲 |      |
| 2011 | 钟繇           | 王志刚 |      |
| 2012 | 銅雀臺         | 邱心志 |      |

- 歌仔戲(舞台公演)

| 年份 | 剧名   | 演员   | 注解 |
| 2012 | 燕歌行 | 唐美雲 |      |

### 動畫遊戲
- 三國志
- 三國演義
- 真·三國無雙系列
- 無雙OROCHI系列

### 漫畫
- 《蒼天航路》（王欣太）
- 《火鳳燎原》（陳某）:於曹操攻下鄴城後登場並接收甄宓，在赤壁之戰時亦有隨軍出征。

## 家庭
| \| \| \| \| \| \| \| \| \| \| \| \| \| \| \| \| \| \| \| \| 祖父：（追尊）太皇帝曹嵩 \| \| \| \| \| \| \| \| \| \| \| \| \| \| \| \| \| \| \| \| \| \| \| \| \| \| \| \| \| \| \| \| \| \| \| \| \| \| \| \| \| \| \| \| \| \| \| \| \| \| \| \| \| \| 父：（追尊）太祖武皇帝曹操 \| \| \| \| \| \| \| \| \| \| \| \| \| \| \| \| \| \| \| \| \| \| \| \| \| \| \| \| \| \| \| \| \| \| \| \| \| \| \| \| \| \| \| \| \| \| \| \| \| \| \| \| \| \| 祖母：（追尊）太皇后丁氏 \| \| \| \| \| \| \| \| \| \| \| \| \| \| \| \| \| \| \| \| \| \| \| \| \| \| \| \| \| \| \| \| \| \| \| \| \| \| \| \| \| \| \| \| \| \| \| \| \| \| \| \| \| \| 世祖文皇帝曹丕 \| \| \| \| \| \| \| \| \| \| \| \| \| \| \| \| \| \| \| \| \| \| \| \| \| \| \| \| \| \| \| \| \| \| \| \| \| \| \| \| \| \| \| \| \| \| \| \| \| \| \| \| \| \| 外曾祖父：（追谥）开阳恭侯卞广 \| \| \| \| \| \| \| \| \| \| \| \| \| \| \| \| \| \| \| \| \| \| \| \| \| \| \| \| \| \| \| \| \| \| \| \| \| \| \| \| \| \| \| \| \| \| \| \| \| \| \| \| \| \| 外祖父：（追谥）开阳敬侯卞远 \| \| \| \| \| \| \| \| \| \| \| \| \| \| \| \| \| \| \| \| \| \| \| \| \| \| \| \| \| \| \| \| \| \| \| \| \| \| \| \| \| \| \| \| \| \| \| \| \| \| \| \| \| \| 外曾祖母：阳都君开阳恭侯夫人周氏 \| \| \| \| \| \| \| \| \| \| \| \| \| \| \| \| \| \| \| \| \| \| \| \| \| \| \| \| \| \| \| \| \| \| \| \| \| \| \| \| \| \| \| \| \| \| \| \| \| \| \| \| \| \| 母：（追尊）武宣皇后卞氏 \| \| \| \| \| \| \| \| \| \| \| \| \| \| \| \| \| \| \| \| \| \| \| \| \| \| \| \| \| \| \| \| \| \| \| \| \| \| \| \| \| \| \| \| \| \| \| \| \| \| \| \| \| \| 外祖母：（追谥）开阳敬侯夫人 \| \| \| \| \| \| \| \| \| \| \| \| \| \| \| \| \| \| \| \| \| \| \| \| \| \| \| \| \| \| \| \| \| \| \| \| \| \| \| \| \| \| \| \| \| \| \| \| \| \| \| \| - 嗣高祖父：曹节 - 嗣曾祖父：（追尊）高皇帝曹腾 |                                  |  |  |  |  |  |  |  |  |  |  |  |  |  |  |  |
| |                                  |  |  |  |  |  |  |  |  |  |  |  |  |  |  |  |
| | 祖父：（追尊）太皇帝曹嵩         |  |  |  |  |  |  |  |  |  |  |  |  |  |  |  |
| |                                  |  |  |  |  |  |  |  |  |  |  |  |  |  |  |  |
| |                                  |  |  |  |  |  |  |  |  |  |  |  |  |  |  |  |
| | 父：（追尊）太祖武皇帝曹操       |  |  |  |  |  |  |  |  |  |  |  |  |  |  |  |
| |                                  |  |  |  |  |  |  |  |  |  |  |  |  |  |  |  |
| |                                  |  |  |  |  |  |  |  |  |  |  |  |  |  |  |  |
| | 祖母：（追尊）太皇后丁氏         |  |  |  |  |  |  |  |  |  |  |  |  |  |  |  |
| |                                  |  |  |  |  |  |  |  |  |  |  |  |  |  |  |  |
| |                                  |  |  |  |  |  |  |  |  |  |  |  |  |  |  |  |
| | 世祖文皇帝曹丕                   |  |  |  |  |  |  |  |  |  |  |  |  |  |  |  |
| |                                  |  |  |  |  |  |  |  |  |  |  |  |  |  |  |  |
| |                                  |  |  |  |  |  |  |  |  |  |  |  |  |  |  |  |
| | 外曾祖父：（追谥）开阳恭侯卞广   |  |  |  |  |  |  |  |  |  |  |  |  |  |  |  |
| |                                  |  |  |  |  |  |  |  |  |  |  |  |  |  |  |  |
| |                                  |  |  |  |  |  |  |  |  |  |  |  |  |  |  |  |
| | 外祖父：（追谥）开阳敬侯卞远     |  |  |  |  |  |  |  |  |  |  |  |  |  |  |  |
| |                                  |  |  |  |  |  |  |  |  |  |  |  |  |  |  |  |
| |                                  |  |  |  |  |  |  |  |  |  |  |  |  |  |  |  |
| | 外曾祖母：阳都君开阳恭侯夫人周氏 |  |  |  |  |  |  |  |  |  |  |  |  |  |  |  |
| |                                  |  |  |  |  |  |  |  |  |  |  |  |  |  |  |  |
| |                                  |  |  |  |  |  |  |  |  |  |  |  |  |  |  |  |
| | 母：（追尊）武宣皇后卞氏         |  |  |  |  |  |  |  |  |  |  |  |  |  |  |  |
| |                                  |  |  |  |  |  |  |  |  |  |  |  |  |  |  |  |
| |                                  |  |  |  |  |  |  |  |  |  |  |  |  |  |  |  |
| | 外祖母：（追谥）开阳敬侯夫人     |  |  |  |  |  |  |  |  |  |  |  |  |  |  |  |
| |                                  |  |  |  |  |  |  |  |  |  |  |  |  |  |  |  |
| |                                  |  |  |  |  |  |  |  |  |  |  |  |  |  |  |  |

### 父母
- 曹操，追尊魏太祖武皇帝。
- 卞氏，即武宣皇后。

### 兄弟
曹丕一共有24位兄弟：
- 豐愍王曹昂，字子脩，曹操長子，庶出，但是由曹操原配丁氏抚养长大，年輕時曾舉孝廉。因張繡反叛而死于战乱之中。
- 相殤王曹鑠，字子烈，次子，庶出，早薨。
- 任城威王曹彰，字子文，綽號「黃鬚兒」，為一勇將，曾大破代郡烏丸。黃初四年（223年）封任城王。
- 陳思王曹植，字子建，擅長文學，曾作《洛神賦》。雖然得到曹操寵愛，但與其兄曹丕爭位失敗，從此在政治上無從施展抱負。黃初六年（225年）立為陳王。
- 蕭懷王曹熊，早薨。
- 鄧哀王曹沖，字倉舒，為著名神童，未成年便夭折。
- 彭城王曹據，太和六年（232年）封為彭城王。
- 燕王曹宇，字彭祖，太和六年（232年）封為燕王。
- 沛穆王曹林，一名曹豹，太和六年（232年）封為沛王。
- 中山恭王曹袞，太和六年（232年）封為中山王。臨終病重時魏明帝曹叡對其愛護備至，死後又獲厚葬。
- 濟陽懷王曹玹，建安十六年（211年）封為西鄉侯。
- 陳留恭王曹峻，字子安，太和六年（232年）封為陳留王。
- 范陽閔王曹矩，早薨。
- 趙王曹幹，一名曹良，太和六年（232年）封為趙王。
- 臨邑殤公曹上，早薨。
- 楚王曹彪，字朱虎，太和六年（232年）封為楚王。嘉平三年（251年）與太尉王凌謀反事洩，被晉宣帝司馬懿賜死。
- 剛殤公曹勤，早薨。
- 谷城殤公曹乘，早薨。
- 郿戴公曹整，建安廿二年（217年）封為郿侯。
- 靈殤公曹京，早薨。
- 樊安公曹均，建安廿二年（217年）封為樊侯。
- 廣宗殤公曹棘，早薨。
- 東平靈王曹徽，太和六年（232年）封為東平王。
- 樂陵王曹茂，與曹操及曹丕不和，太和六年（232年）封為曲陽王。

### 姐妹
- 曹宪，漢獻帝贵人
- 曹節，漢獻帝的第二任皇后
- 曹華，漢獻帝贵人
- 清河公主，夏侯楙妻
- 安阳公主，荀恽妻
- 金乡公主，何晏妻

### 后妃
- 文昭皇后甄氏，魏明帝曹叡生母。上蔡令甄逸之女，自幼即有才学救济乡里美名。曾为袁熙妻。曹操攻陷邺城后，因姿貌绝伦，为曹丕所纳，生子曹叡、女東鄉公主。曹叡即位后追謚為文昭皇后。

- 文德皇后郭氏，字女王，南郡太守郭永之女。因才智出众，助曹丕争得世子之位见宠。曹丕即位后力排众议封其为皇后。谥文德皇后。

- 任氏，曹丕早年的妻妾 ( 應當是曹丕嫡室 )，出生乡党名族，因性狷急不婉顺，为曹丕休弃。
- 李夫人，甄氏死前将曹叡托于李夫人，与曹协母李贵人是否为同一人，已不可考。
- 李貴人，生子曹協。
- 陰貴人，与郭女王同时入曹魏后宫，曹丕因宠爱阴贵人，使夫人甄氏失意。
- 柴貴人，宠妃。
- 潘淑媛，生子曹蕤。
- 朱淑媛，生子曹鑒。
- 仇昭儀，生子曹霖。
- 徐姬，生子曹禮。
- 蘇姬，生子曹邕。
- 張姬，生子曹貢。
- 宋姬，生子曹儼。
- 刘氏，漢獻帝女。
- 刘氏，漢獻帝二女。

- 薛靈芸
- 莫琼树
- 陈尚衣
- 段巧笑

### 子女
有子10位：
- 曹叡（204年 - 239年），甄夫人生，221年封齐公，次年封平原王，226年立为太子，同年继位，为魏明帝，239年逝世。
- 曹協（？ - ？），李贵人生，早薨。生有一子曹寻。
- 曹蕤（？ - 233年），潘淑媛生，232年改封北海王，233年薨
- 曹鑒（？ - 225年），朱淑媛生，225年封东武阳王，同年薨
- 曹霖（？ - 251年），仇昭仪生，232年改封东海王，父、兄爱宠异于诸王，251年薨。254年魏帝曹芳被废，霖子高贵乡公曹髦即位，后来被司马昭党羽杀害
- 曹禮（？ - 229年），徐姬生，225年改封元城王，魏文帝長有意立其為太子，229年薨
- 曹邕（？ - 229年），苏姬生，225年改封邯郸王，229年薨
- 曹貢（？ - 223年），张姬生，222年封清河王，223年薨
- 曹儼（？ - 223年），宋姬生，222年封广平王，223年薨
- 曹喈（？ - ？），母不详，早薨，曹植为其作《仲雍哀辞》

有女1位：
- 東鄉公主（？ - ？），甄夫人生

## 延伸阅读
[在维基数据编辑]
 在维基文库阅读此作者作品（ 在维基共享资源阅览影像、分类）
 《三國志/卷02》，出自陳壽《三國志》